# Полный момент импульса (квантовое число)
Полный момент импульса — используемое в квантовой механике квантовое число, которое параметризует полный момент импульса частицы, комбинируя орбитальный и собственный момент (то есть спин).
Полный момент импульса соответствует инварианту Казимира алгебры Ли SO(3) трехмерной группы вращения.
Если S является спиновым моментом частицы, а ℓ — вектор его орбитальный момента, полный момент j равен
{\displaystyle \mathbf {j} =\mathbf {s} +{\boldsymbol {\ell }}~.}
Соответствующее квантовое число является основным квантовым числом полного углового момента j . Оно может принимать следующий диапазон значений, причем шаг изменения может принимать только целочисленные значения:
{\displaystyle |\ell -s|\leq j\leq \ell +s}
где ℓ — орбитальное квантовое число (параметризация орбитального момента), а s — спиновое квантовое число (параметризация спина).
Соотношение между вектором полного углового момента j и полным квантовым числом углового момента j определяется обычным соотношением (см. орбитальное квантовое число)
{\displaystyle \Vert \mathbf {j} \Vert ={\sqrt {j\,(j+1)}}\,\hbar }
Z- проекция вектора определяется как
{\displaystyle j_{z}=m_{j}\,\hbar }
где mj — вторичное полное квантовое число полного углового момента. Оно варьируется от −j до +j с шагом в единицу. Это даёт 2j+1 различных значений mj .